# Lamar County (Georgia)
Das Lamar County ist ein County im Bundesstaat Georgia der Vereinigten Staaten. Der Verwaltungssitz (County Seat) ist Barnesville, benannt nach Gideon Barnes, einem Besitzer einer Taverne.

## Geographie
Das County liegt im mittleren Nordwesten von Georgia, ist im Westen etwa 120 km von Alabama entfernt und  hat eine Fläche von 481 Quadratkilometern, wovon drei Quadratkilometer Wasseroberfläche sind, und grenzt im Uhrzeigersinn an folgende Countys: Butts County, Monroe County, Upson County, Pike County und Spalding County.
Das County ist Teil der Metropolregion Atlanta.

## Geschichte
Lamar County wurde am 17. August 1920 als 158. County in Georgia aus Teilen des Monroe County und des Pike County gebildet. Benannt wurde es nach Lucius Quintus Cincinnatus Lamar, einem Colonel der Konföderierten, Minister und Mitglied im Obersten Gerichtshof.

## Demografische Daten
Laut der Volkszählung von 2010 verteilten sich die damaligen 18.317 Einwohner auf 6.618 bewohnte Haushalte, was einen Schnitt von 2,55 Personen pro Haushalt ergibt. Insgesamt bestehen 7.474 Haushalte.
69,8 % der Haushalte waren Familienhaushalte (bestehend aus verheirateten Paaren mit oder ohne Nachkommen bzw. einem Elternteil mit Nachkomme) mit einer durchschnittlichen Größe von 3,04 Personen. In 31,9 % aller Haushalte lebten Kinder unter 18 Jahren sowie in 27,6 % aller Haushalte Personen mit mindestens 65 Jahren.
27,9 % der Bevölkerung waren jünger als 20 Jahre, 25,0 % waren 20 bis 39 Jahre alt, 27,3 % waren 40 bis 59 Jahre alt und 19,9 % waren mindestens 60 Jahre alt. Das mittlere Alter betrug 38 Jahre. 48,3 % der Bevölkerung waren männlich und 51,7 % weiblich.
66,0 % der Bevölkerung bezeichneten sich als Weiße, 30,8 % als Afroamerikaner, 0,3 % als Indianer und 0,4 % als Asian Americans. 0,8 % gaben die Angehörigkeit zu einer anderen Ethnie und 1,7 % zu mehreren Ethnien an. 1,9 % der Bevölkerung bestand aus Hispanics oder Latinos.
Das durchschnittliche Jahreseinkommen pro Haushalt lag bei 40.344 USD, dabei lebten 22,1 % der Bevölkerung unter der Armutsgrenze.

## Kultur und Sehenswürdigkeiten

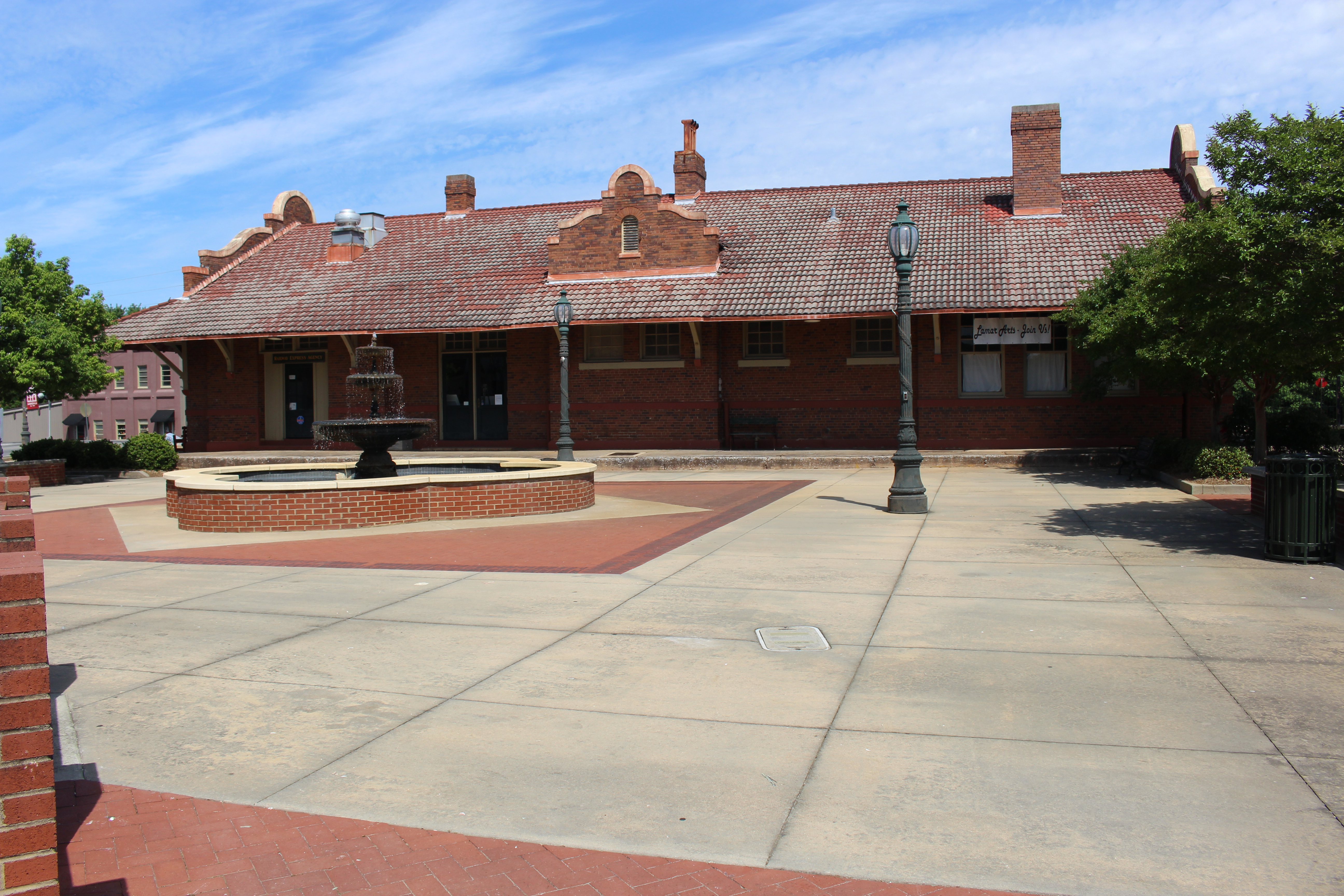
Barnesville Depot (2016). Das Elemente des Mission-Revival-Stils aufweisende Bahnhofsgebäude entstand 1912 und diente als Station der Central of Georgia Railway. Im April 1986 wurde das Barnesville Depot als zweites Objekt des County in das NRHP eingetragen.

Acht Bauwerke und „historische Bezirke“ (Historic Districts) im Lamar County sind im National Register of Historic Places („Nationales Verzeichnis historischer Orte“; NRHP) eingetragen (Stand 5. Februar 2024), neben dem Gerichts-Verwaltungsgebäude des County sind dies unter anderem ein ehemaliger Bahnhof und der historische Geschäftsbezirk von Barnesville.

## Orte im Lamar County
Orte im Lamar County mit Einwohnerzahlen der Volkszählung von 2010:
Cities:
- Barnesville (County Seat) – 6755 Einwohner
- Milner – 610 Einwohner

Town:
- Aldora – 103 Einwohner